# Pineto
Pineto est une commune italienne d'environ 14 850 habitants située dans la province de Teramo, dans la région Abruzzes, en Italie méridionale.

## Culture
- Tour de Cerrano
- Aire marine protégée de Torre del Cerrano

## Administration
| Période                                  | Période  | Identité           | Étiquette       | Qualité |
| ---------------------------------------- | -------- | ------------------ | --------------- | ------- |
| 15 juin 2004                             | En cours | Luciano Monticelli | Centro-Sinistra |         |
| Les données manquantes sont à compléter. |          |                    |                 |         |

### Hameaux
Scerne, Mutignano, Torre S.Rocco, Borgo S.Maria.

### Communes limitrophes
Atri, Roseto degli Abruzzi, Silvi.